# 3LHD
3LHD är en arkitektbyrå från Zagreb i Kroatien. Företaget grundades år 1994 och har sedan dess deltagit i utformandet av flera offentliga miljöer och byggnadsprojekt i både Kroatien och utomlands. Arkitektbyrån grundades av en generation av samtida arkitekter och är kanske främst känd för sin enkelhet och moderna visuella utseende inom arkitekturen. Byråns debutprojekt var Minnesbron i Rijeka för vilken de tilldelades Viktor Kovačić-priset. 3LHD har utöver detta tilldelats flera nationella och internationella utmärkelser för sina projekt.

## Byggnader och offentliga miljöer i urval
- Spaladium Arena (2007–2008)
- Splits hamnpromenad (2006–2007)
- Zamet sporthall[3] (2005–2009)